# Pemphigus obesinymphae
Pemphigus obesinymphae är en insektsart som beskrevs av Aoki och Moran 1994. Pemphigus obesinymphae ingår i släktet Pemphigus och familjen långrörsbladlöss. Inga underarter finns listade i Catalogue of Life.